# Самсоница (сельское поселение Сиземское)
Самсоница — деревня в Шекснинском районе Вологодской области России. Входит в состав сельского поселения Сиземского, с точки зрения административно-территориального деления — в Чаромский сельсовет.

## География
Стоит возле реки Чурова.

### Географическое положение
Расстояние по автодороге до районного центра Шексны — 19,5 км, до центра муниципального образования Чаромского — 6 км. Ближайшие населённые пункты — Малая Кислиха, Трошино, Потеряево, Сватково, Полежаево, Медвежье.

## История
С 1 января 2006 года по 8 апреля 2009 года входила в Чаромское сельское поселение.

## Население
| 2010 |
| ---- |
| 4    |

По переписи 2002 года население — 8 человек.

## Инфраструктура
Личное подсобное хозяйство.

## Транспорт
Просёлочные дороги. 